# Karl Koblischek
Karl Koblischek (* 12. November 1878 in Teschen, damals Österreich-Ungarn; † 10. April 1953 in Wien) war ein österreichischer Architekt.

## Leben
Koblischek wurde 1878 als Sohn eines Korrektors in der damals österreichisch-ungarischen Stadt Teschen (heute Cieszyn, Polen/Tschechien) geboren. Seine Reifeprüfung legte er in der Bautechnischen Abteilung der Höheren Gewerbeschule der k.k. Staatsgewerbeschule Wien 1 ab. Zeitgleich schrieb er sich an der Akademie der bildenden Künste Wien ein, wo er bis 1900 bei Victor Luntz studierte. Vom Schulgeld war er dank eines Stipendiums befreit.
Bereits in den Jahren 1899/1900	war er halbtags bei dem Architekten Gerhard Reitmayer beschäftigt. Von 1902 bis 1903 leistete er einen freiwilligen Präsenzdienst und arbeitete zwischen 1903 und 1905 als Zeichner bei der k.k. Staatsbahnen-Direktion. Ab 1905 war er als Assistent Beamter der Österreichisch-ungarischen Staatseisenbahngesellschaft, ab 1911 dann Revident im k.k. Eisenbahnministerium. Im Jahr 1913	wurde er Adjunkt, im Jahr 1917 Ingenieur. Ab 1918 arbeitete er als Oberrevident im Eisenbahnministerium. Ab 1925 gehörte er der Wiener Bauhütte an. Um 1937 wurde er pensioniert.
Nach dem Zweiten Weltkrieg erhielt Koblischek im Jahr 1949 die Befugnis zum Zivilarchitekten, die er 1952 zurückgab. Gebaut hatte er allerdings auch schon zuvor Wohnhäuser, darunter das mehrstöckige Wohnhaus in der Invalidenstraße 7, dessen Finanzierung aus dem Assanierungsfonds der 1930er Jahre in Wien stammte.

## Familie
Koblischek heiratete 1905 Alice Preiss (* 1884).

## Werke als Architekt

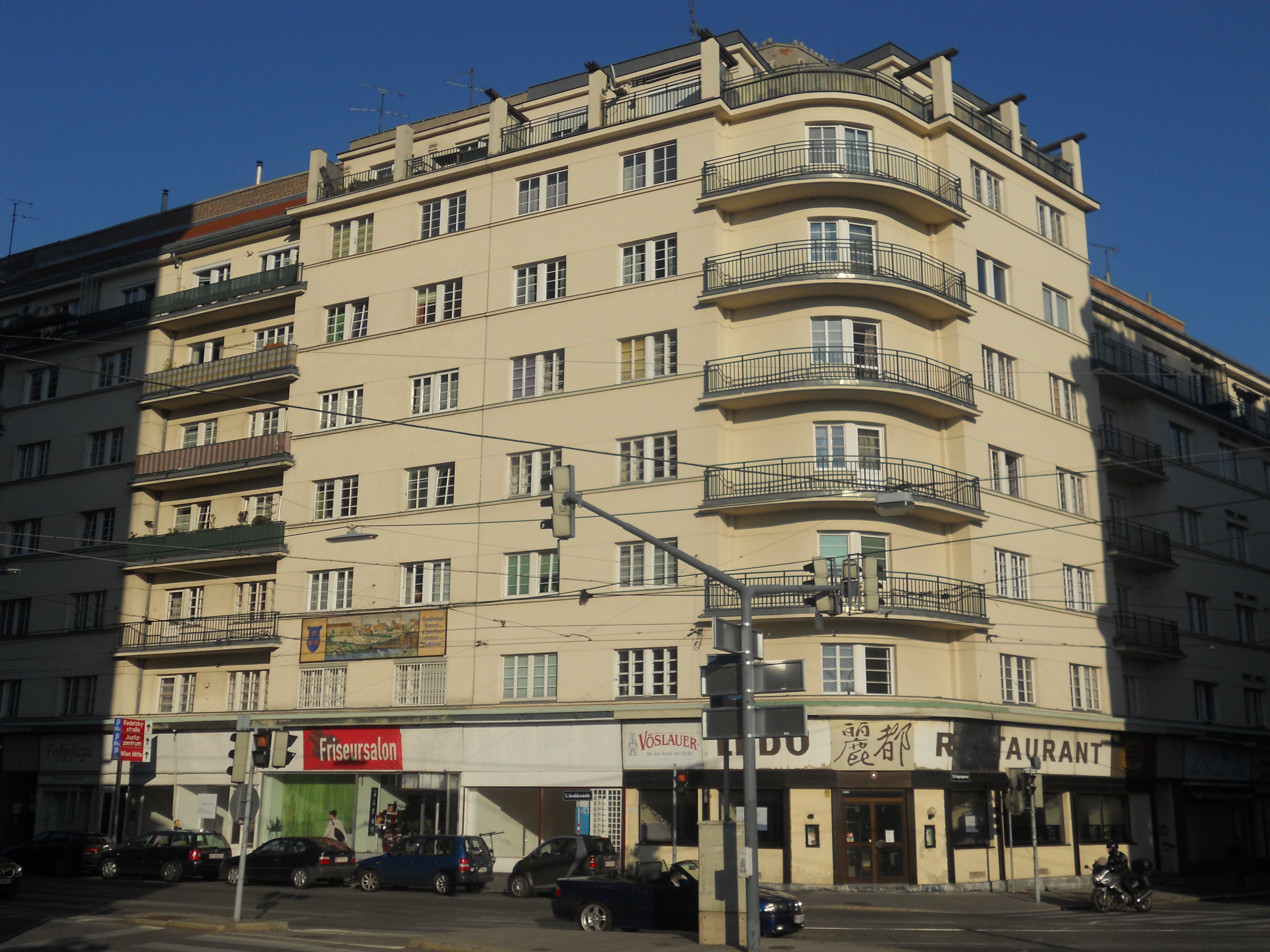
Wohnhaus Invalidenstraße, heute unter Denkmalschutz

### Realisierte Pläne
- 1907: Doppelvilla, Wien
- 1932–36: Wohnhaus Invalidenstraße 13–19, Wien („Zinshaus der Elisabethinen“)

### Nicht ausgeführte Pläne
- 1915: Völker- und Ruhmeshalle auf dem Burgstall, Wien
- 1921: Ausgestaltung des Währinger Ortsfriedhofes, Wien
- 1921: Feuerbestattungshalle Zentralfriedhof, Wien
- 1923: Bahnhofsumbau Linz, Linz